# ایران اقبال
ایران (ایراندخت) اقبال از نامدارترین دختران میرزا ابوتراب‌خان مقبل‌السلطنه خراسانی است وی ۱۲۸۹ ه‍.ش / ۱۳۲۸ ه‍.ق متولد شد مهم‌ترین فعالیت سیاسی - اداری او نمایندگی انجمن شهرستان نیشابور و نیز نمایندگی مجلس شورای ملی در دوره بیست و سوم از حوزه انتخابیه گناباد بوده است.